# Pietre di Sigfrido

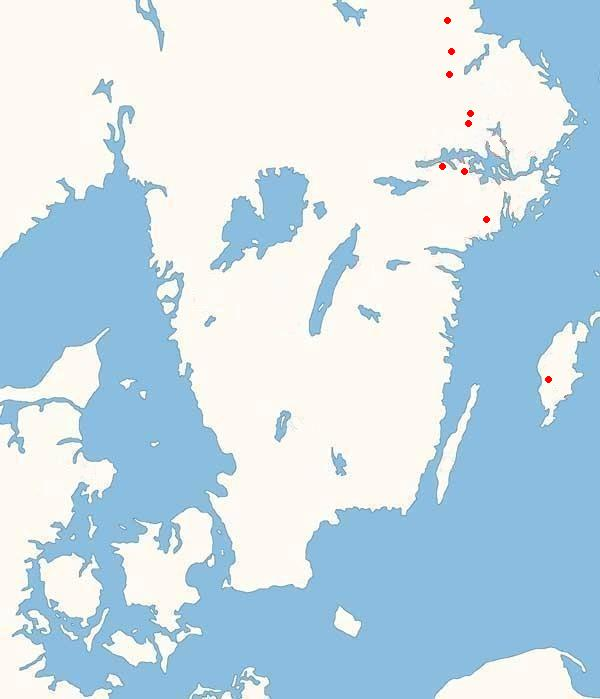
Distribuzione geografica delle Pietre di Sigurd.

Le Pietre di Sigurd o Pietre di Sigfrido sono un gruppo di sette o otto pietre runiche più una pietra scolpita con sole immagini che riportano episodi della leggenda di Sigfrido (Sigurd) l'uccisore di draghi. Furono realizzate durante l'era vichinga e rappresentano la più antica testimonianza norrena de La canzone dei Nibelunghi, della leggenda di Sigfrido nell'Edda poetica e della Saga dei Völsungar.

## Uppland

### U 1163

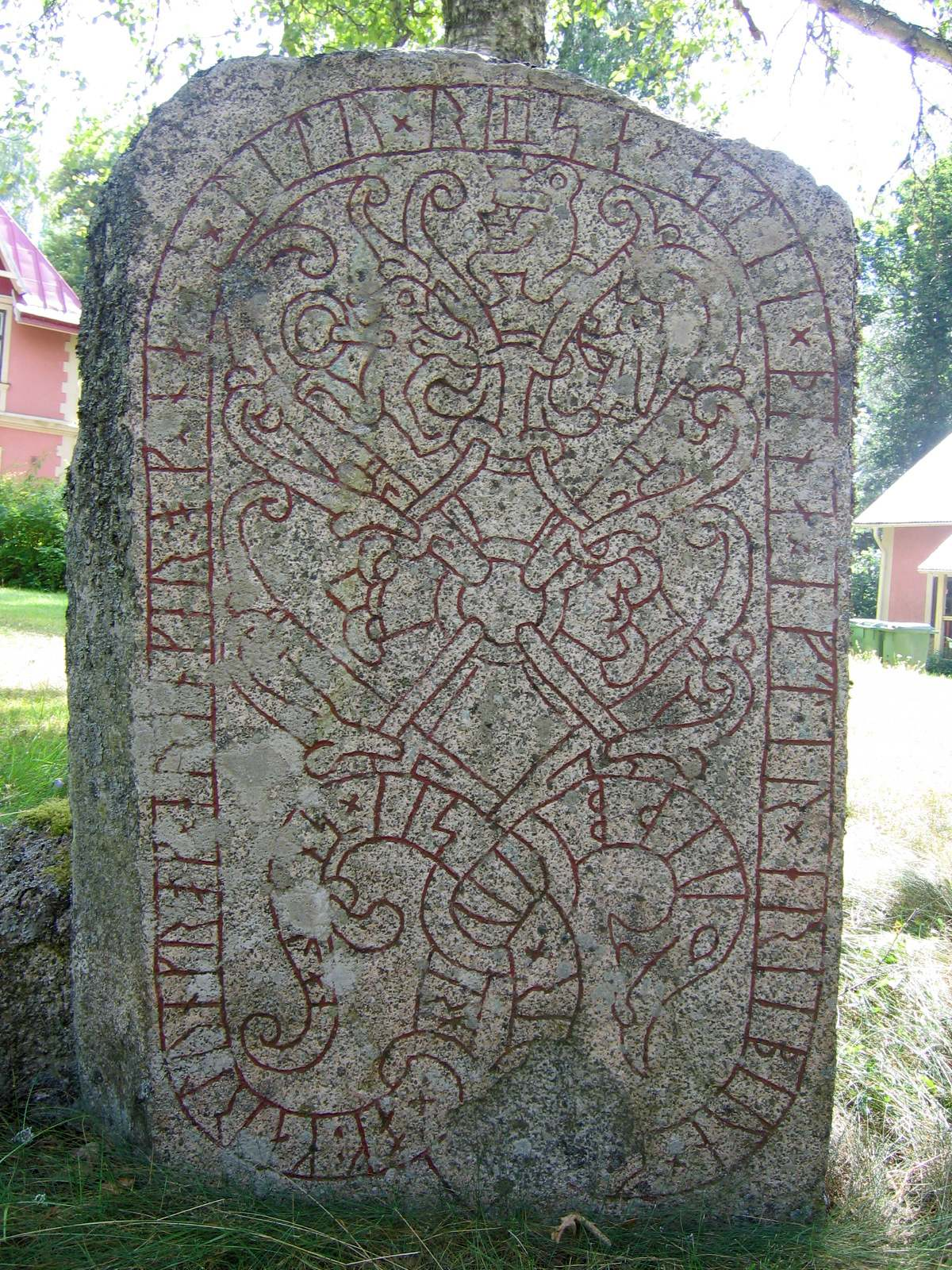
Pietra runica U 1163.

Fu ritrovata a Drävle, ma nel 1878 venne traslata nel cortile della casa padronale Göksbo, nelle vicinanze ove risiede tuttora. Riporta un'immagine di Sigfrido che conficca la sua spada nel serpente. Il nano Andvari e la valchiria Sigrdrífa porgono a Sigfrido un corno da cui bere.
Traslitterazione in caratteri latini
uiþbiurn × ok : karlunkr : ok × erinker : ok × nas(i) × litu × risa × stii × þina × eftir × eriibiun × f[aþu]r × sii × snelan
Trascrizione in norreno
Viðbiorn ok KarlungR ok ÆringæiRR/Æringærðr ok Nasi/Næsi letu ræisa stæin þenna æftiR Ærinbiorn, faður sinn sniallan.
Traduzione in italiano
Viðbjôrn e Karlungr e Eringeirr/Eringerðr e Nasi/Nesi eressero questa pietra in memoria di Erinbjôrn, loro valente padre.

### U 1175

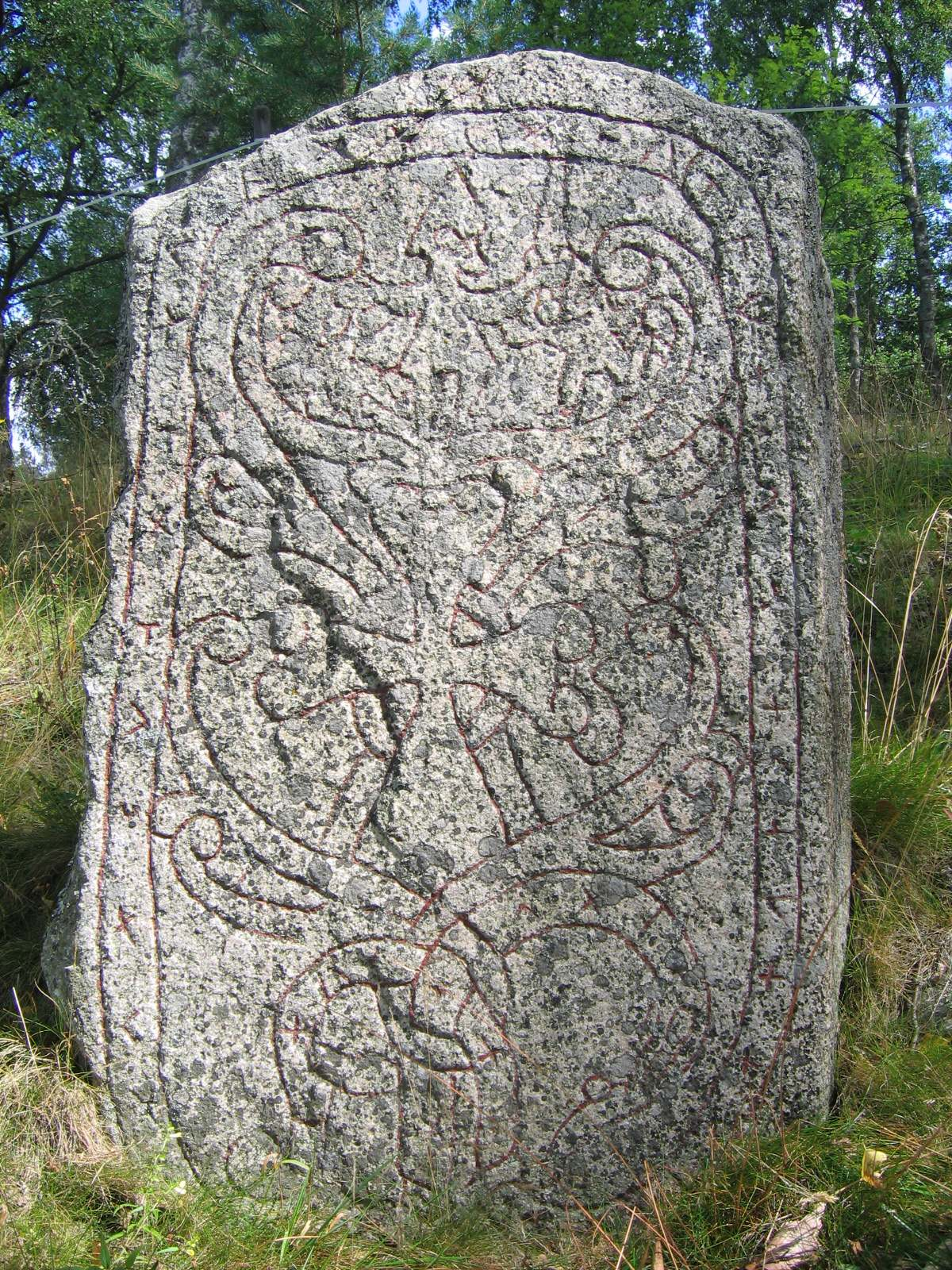
Pietra runica U 1175.

La pietra si trova a Stora Ramsjö e non contiene nessun testo, solo segni grafici simili a delle rune. L'oggetto intende essere una copia di basso livello della U 1163.

## Södermanland

### Sö 40

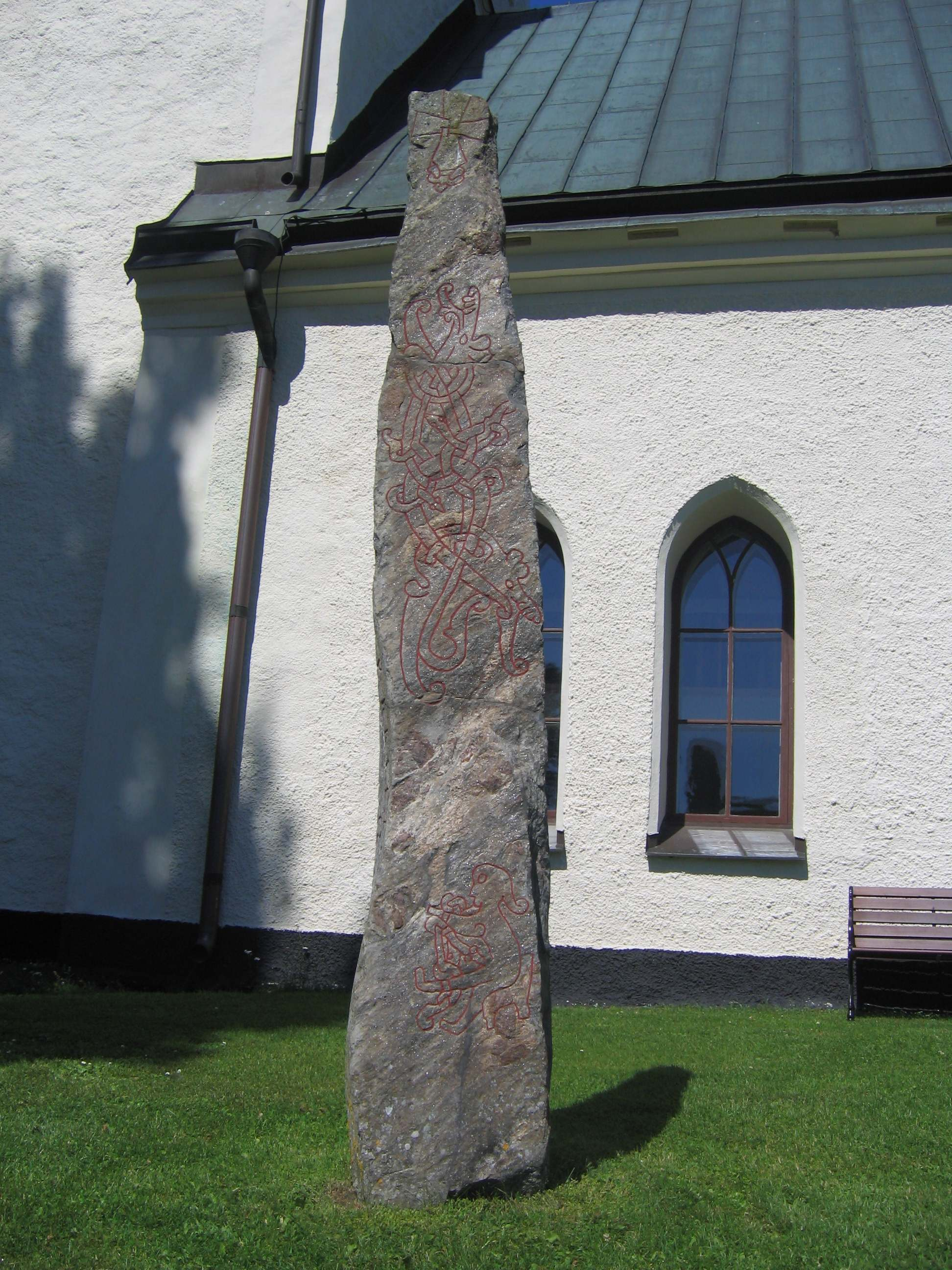
L'illustrazione sulla parte inferiore di questa pietra rappresenta Gunnar, cognato di Sigfrido.

Il monolito è sito nel cimitero della chiesa di Västerljung, ma fu rinvenuto nelle fondazioni della torre della chiesa. Fu realizzata dal maestro delle rune Skamhals. Sulla pietra è rappresentato Gunnar mentre suona un'arpa dentro la tana del serpente.
Traslitterazione in caratteri latini
haunefR + raisti * at * kaiRmar * faþur * sin + haa * iR intaþr * o * þiusti * skamals * hiak * runaR þaRsi +
Trascrizione in norreno
HonæfR ræisti at GæiRmar, faður sinn. Hann eR ændaðr a Þiusti. Skammhals hiogg runaR þaRsi.
Traduzione in italiano
Hónefr eresse (la pietra) in memoria di Geirmarr, suo padre. Egli incontrò la sua fine a Þjústr. Skammhals incise queste rune.

### La scultura di Ramsund

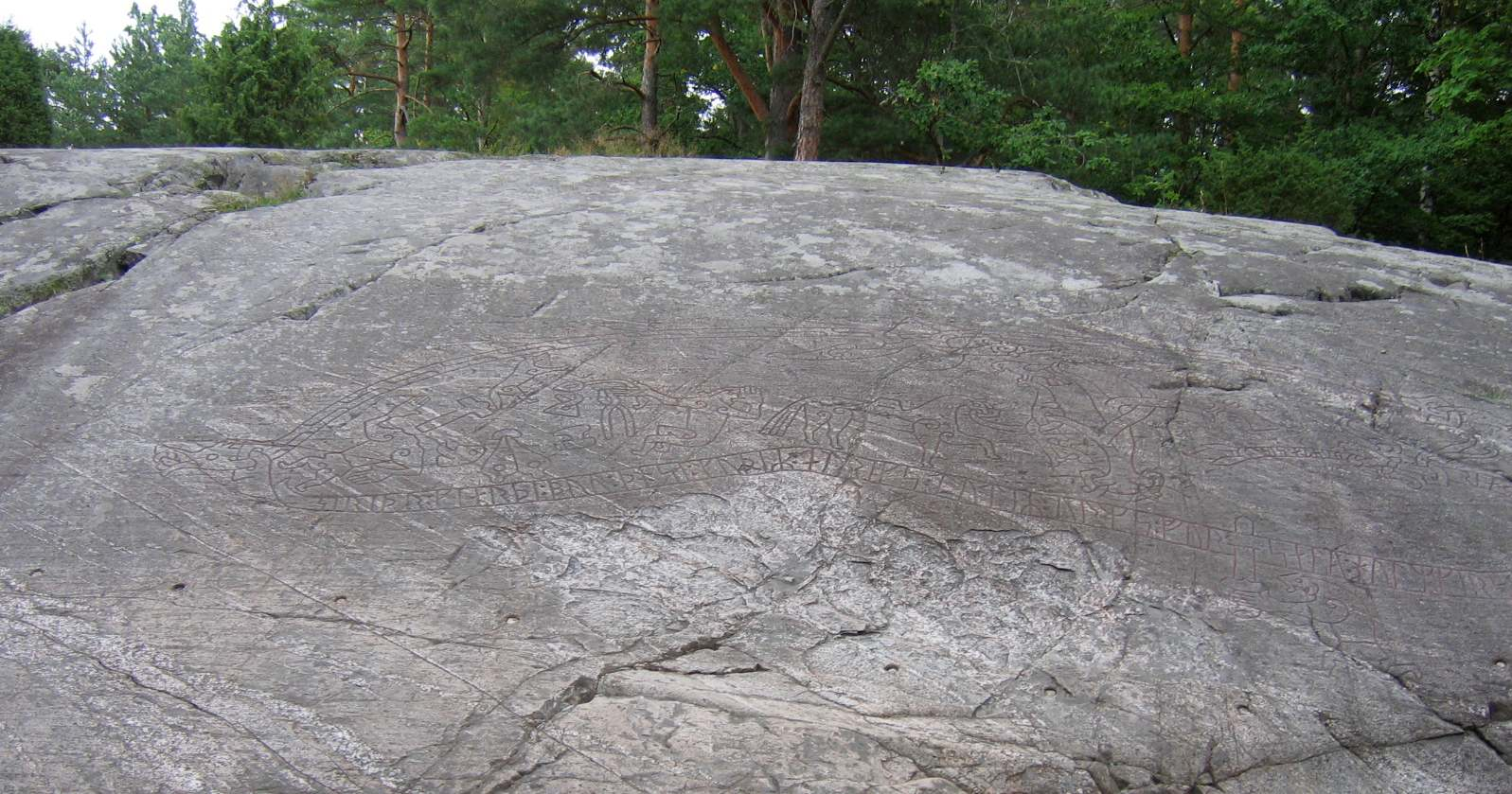
La scultura di Ramsund.

Disegno dell'incisione.

La scultura di Ramsund è un'incisione eseguita su una roccia piatta nelle vicinanze di Ramsund, Eskilstuna nel Södermanland, Svezia. Si pensa che sia stata realizzata attorno all'anno 1000 ed è considerata un importante esempio dell'arte norrena. L'incisione raffigura:
1. Sigfrido siede nudo davanti al fuoco preparando il cuore del drago Fafnir per farlo mangiare al padre adottivo Regin (fratello di Fafnir). Il cuore non è pronto quando Sigurd lo tocca, bruciandosi e portando le dita alla bocca. Assaggia così il sangue del drago e ciò gli permette di comprendere il canto degli uccelli.
2. Gli uccelli rivelano a Sigfrido che Regin non manterrà la parola data e cercherà di ucciderlo, questa rivelazione porterà Sigfrido a decapitare Regin.
3. Regin è morto con accanto la propria testa. Attorno ad esso sono sparsi gli attrezzi da fabbro con cui Ragin riforgiò la spada di Sigfrido, Gramr.
4. Il cavallo di Regin carico del tesoro del drago.
5. L'uccisione del drago Fafnir, un evento precedente.
6. Ótr all'inizio della saga.

L'iscrizione è ambigua, ma un'interpretazione coadiuvata con altre iscrizioni simili rinvenute nelle vicinanze, ci porta a sintetizzare questi fatti: Sigriþr (una donna) era la moglie di Sigröd, il quale morì. Holmgeirr è il suocero di lei. Alrikr, figlio di Sigriþr, eresse un'altra pietra per suo padre, Spjut, così mentre Alrik è il figlio di Sigriþr non è figlio di Sigröd. Alternativamente Holmgeirr è il secondo marito di Sigriþr e Sigröd (non Alrikr) è loro figlio.
L'ispirazione a utilizzare la leggenda di Sigfrido come elemento decorativo scaturì probabilmente dalla somiglianza tra i nomi Sigurd (Sigfrido, Sigurðr in norreno) e Sigröd. L'incisione fu commissionata dalla stessa famiglia aristocratica che eresse la Pietra runica di Bro e la Pietra runica di Kjula.
Traslitterazione in caratteri latini
siriþr : kiarþi : bur : þosi : muþiR : alriks : tutiR : urms : fur * salu : hulmkirs : faþur : sukruþar buata * sis *
Trascrizione in norreno
Sigriðr gærði bro þasi, moðiR Alriks, dottiR Orms, for salu HolmgæiRs, faður SigrøðaR, boanda sins.
Traduzione in italiano
Sigríðr, madre di Alríkr, figlia di Orm, fece questo ponte per l'anima di Holmgeirr, padre di Sigrøðr, suo marito/suocero.

### Sö 327

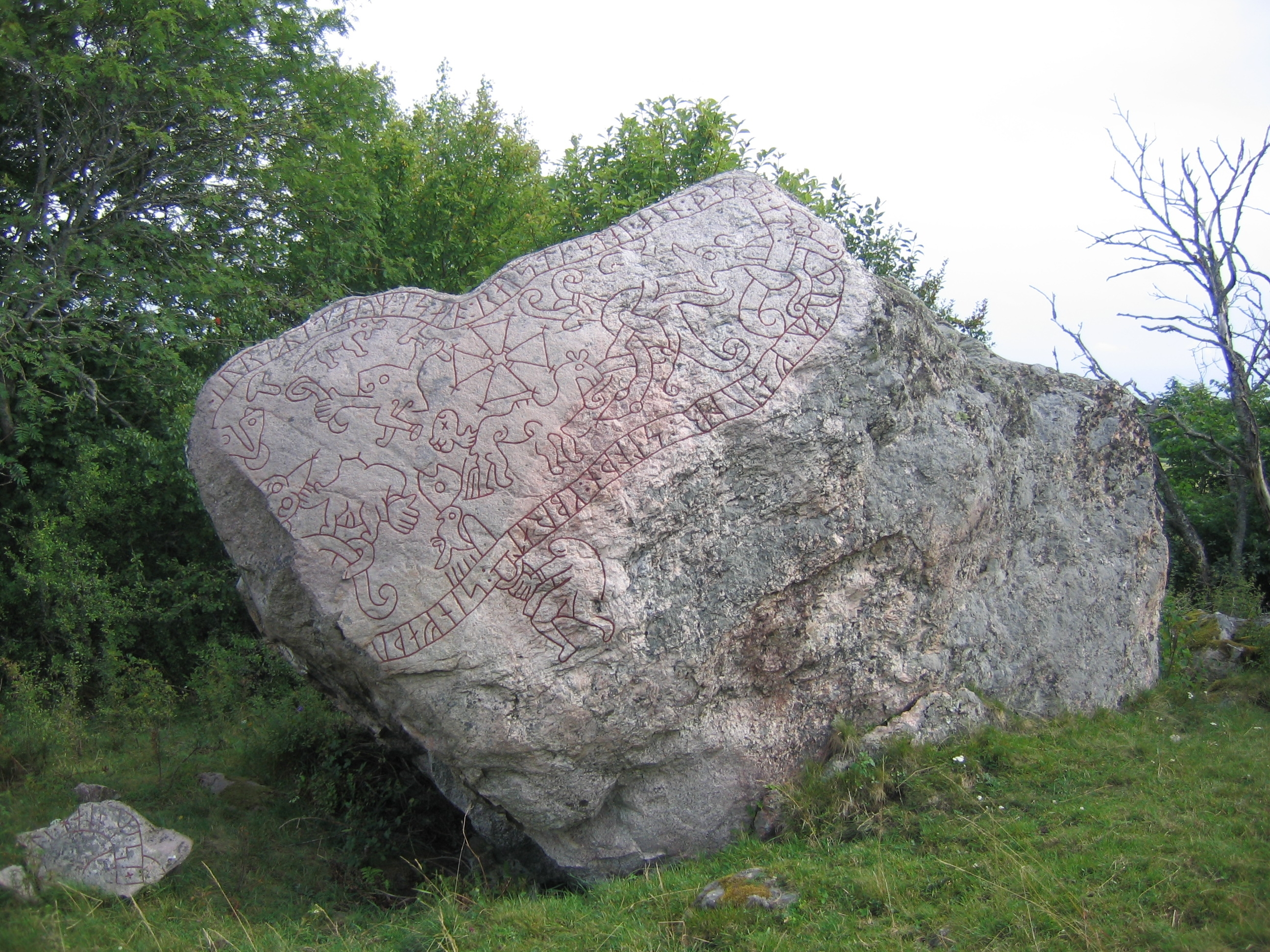
Sö 327.

Questa pietra runica si trova a Gök, è dello stesso periodo della scultura di Ramsund e utilizza gli stessi temi grafici, ma una croce cristiana vi fu aggiunta sconvolgendo così la logica degli eventi narrati. Lo scultore non aveva capito il mito alla base della rappresentazione, oppure ha consapevolmente distorto la sua rappresentazione. Qualunque sia stato il motivo, questa pietra dimostra come gli antichi miti pagani stessero tramontando, soppiantati dal cristianesimo.
L'inscrizione non è stata mai traslitterata in maniera soddisfacente, pertanto non esiste traduzione.
Traslitterazione in caratteri latini
... (i)uraRi : kaum : isaio : raisti : stai : ain : þansi : at : : þuaR : fauþr : sloþn : kbrat : sin faþu... ul(i) * hano : msi +

## Gästrikland

### Gs 2

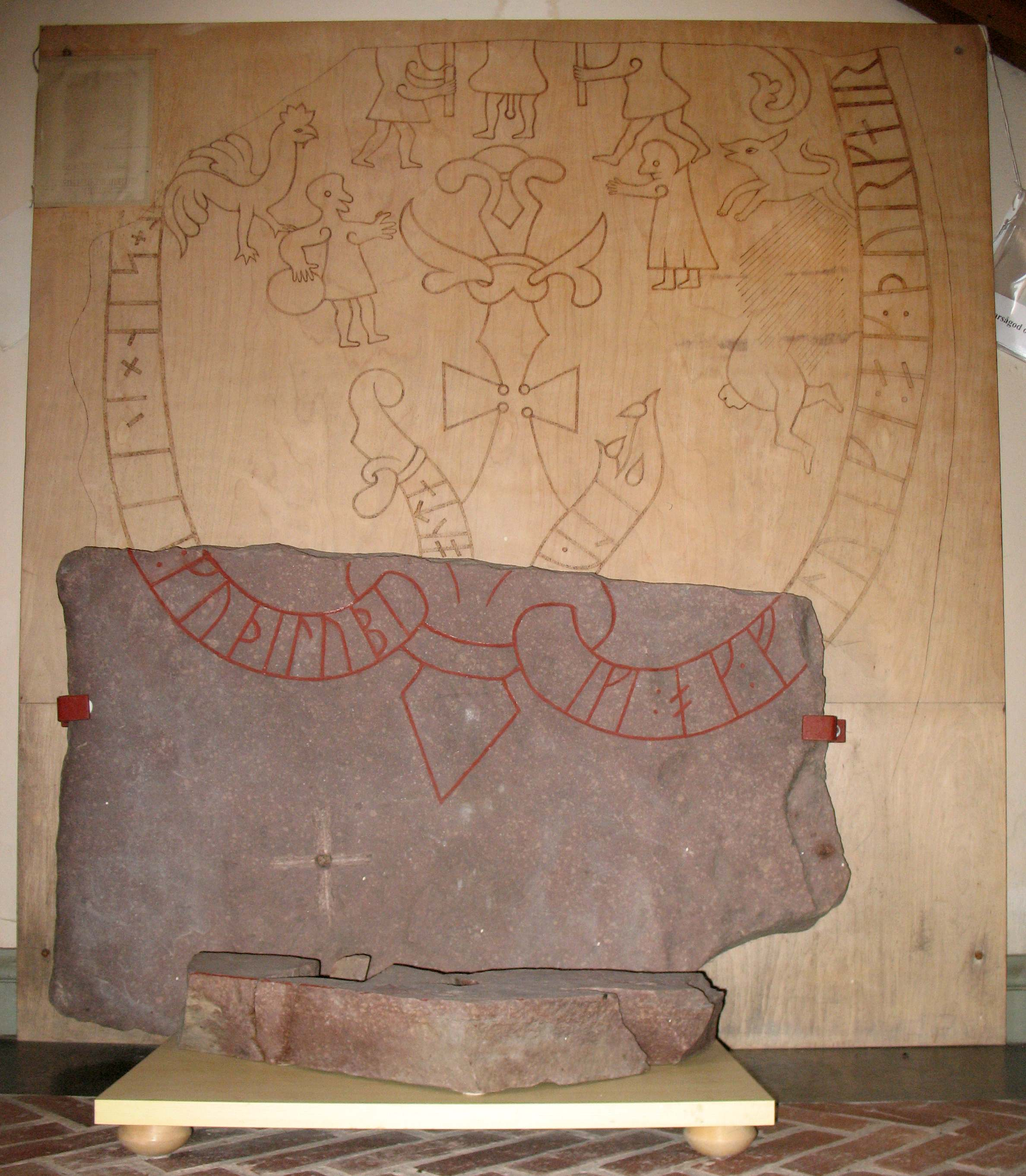
Gs 2.

Il monolito si trova nella chiesa di Österfärnebo. Non è considerata come una Pietra di Sigfrido da Rundata e di essa rimane solo la parte inferiore.
Traslitterazione in caratteri latini
[ily]iki : ok : f[uluiki × ok : þurkair ... ...- × sin × snilan] : kuþ ilubi on(t)[a]
Trascrizione in norreno
Illugi ok Fullugi ok ÞorgæiRR ... ... sinn sniallan. Guð hialpi anda.
Traduzione in italiano
Illugi e Fullugi e Þorgeir ... loro valente ... Possa Dio aiutare (il suo) spirito.

### Gs 9

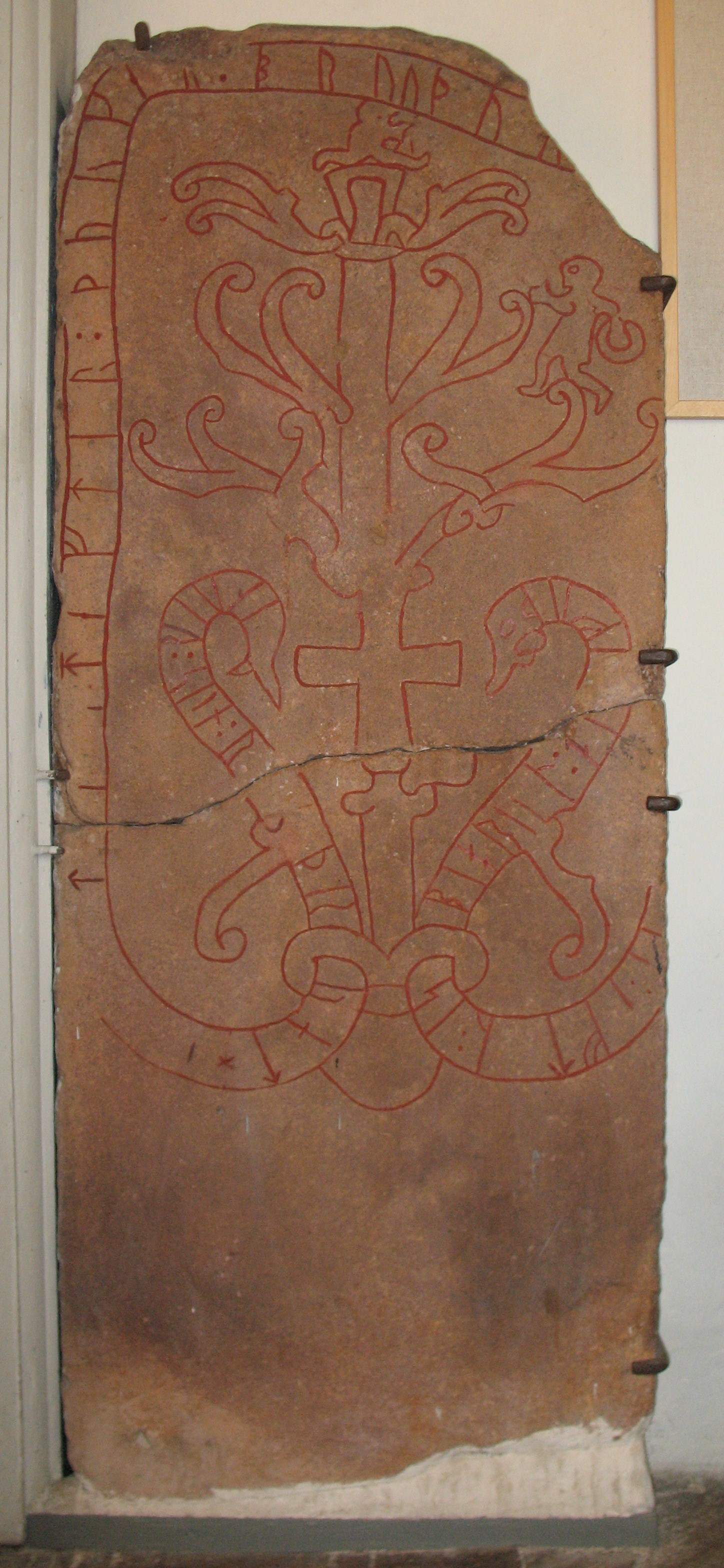
Gs 9.

Questa pietra si trova nella chiesa di Årsunda. Riporta Sigfrido nella sua parte superiore.
Traslitterazione in caratteri latini
(i)nu-r : sun : r[u]þ[u](r) at × [uili](t)... ...[Ris:]t eftir : þurker : bruþu[r : sin : ok : kyþe=lfi : muþur : sina : uk] : eft[i]R : [a]sbiorn : o[k : o]ifuþ
Trascrizione in norreno
Anun[d]r(?), sunn <ruþur>(?) at <uilit...> ... æftiR ÞorgæiR, broður sinn, ok Guðælfi, moður sina ok æftiR Asbiorn ok <oifuþ>.
Traduzione in italiano
Ônundr(?), figlio di <ruþur>, in memoria di <uilit> ... ... in memoria di Þorgeirr, suo fratello e Guðelfr, sua madre, e in memoria di Ásbjôrn e <oifuþ>

### Gs 19

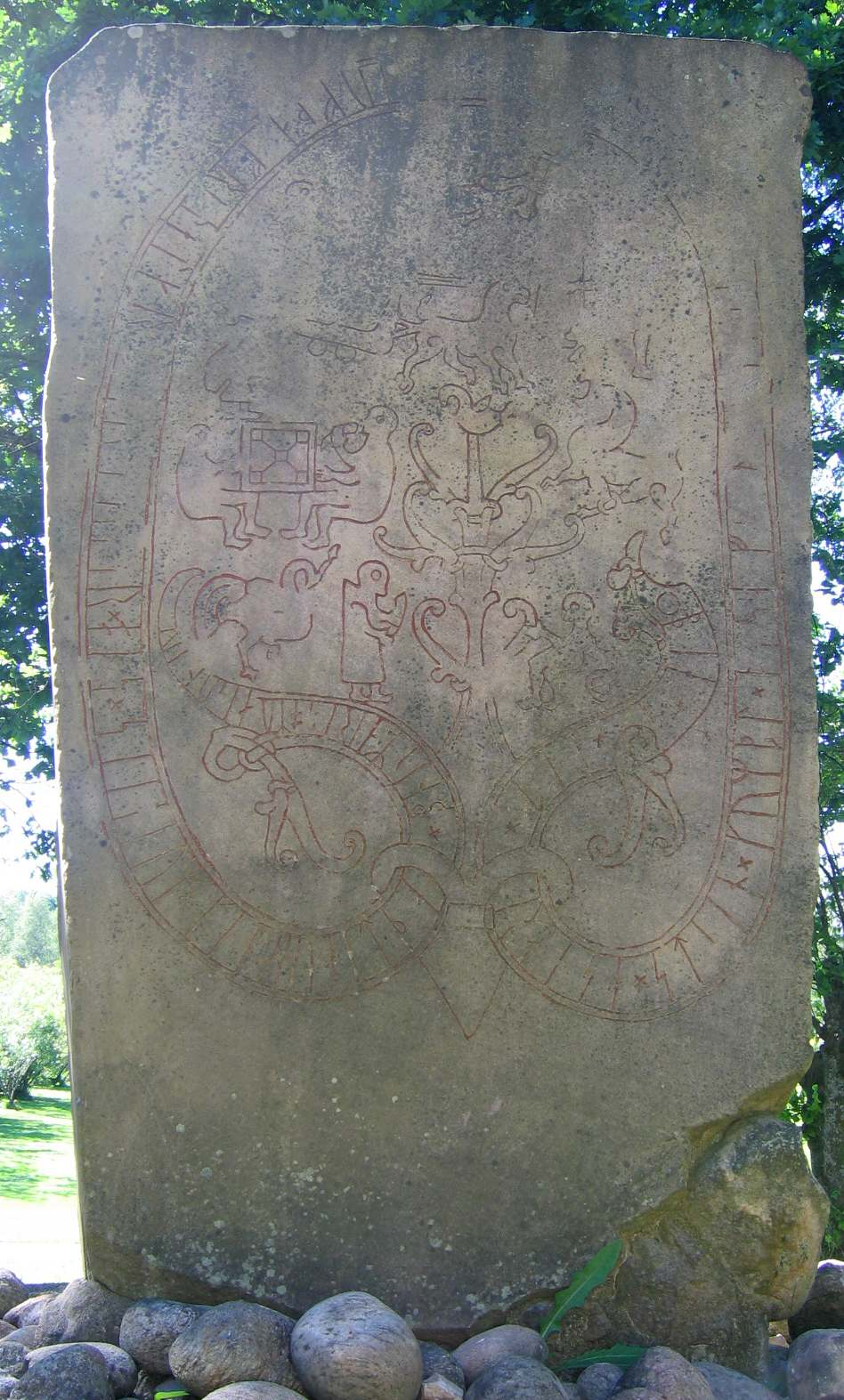
Gs 19. La parte verniciata superiore è sbiadita, ma l'incisione mostra il braccio di Sigfrido che brandisce la spada.

Questa pietra runica si trova nella chiesa di Ockelbo. L'originale monolito fu trovato all'interno della chiesa, ma venne distrutto insieme con la chiesa stessa durante un incendio. L'attuale pietra runica è una copia fatta successivamente grazie a dei disegni dell'originale ed è eretta al di fuori della chiesa. Le illustrazioni raffigurano episodi delle leggende su Sigfrido.
Traslitterazione in caratteri latini
[blesa × lit × raisa × stain×kumbl × þesa × fa(i)(k)(r)(n) × ef(t)ir × sun sin × suar×aufþa × fr(i)þelfr × u-r × muþir × ons × siionum × kan : inuart : þisa × bhum : arn : (i)omuan sun : (m)(i)e(k)]
Trascrizione in norreno
Blæsa let ræisa stæinkumbl þessa fagru æftiR sun sinn Svarthaufða. FriðælfR v[a]R moðiR hans <siionum> <kan> <inuart> <þisa> <bhum> <arn> <iomuan> sun <miek>.
Traduzione in italiano
Blesa eresse questo bel monumento di pietra in memoria di suo figlio Svarthôfði. Friðelfr fu sua madre...

## Bohuslän

### Bo NIYR;3

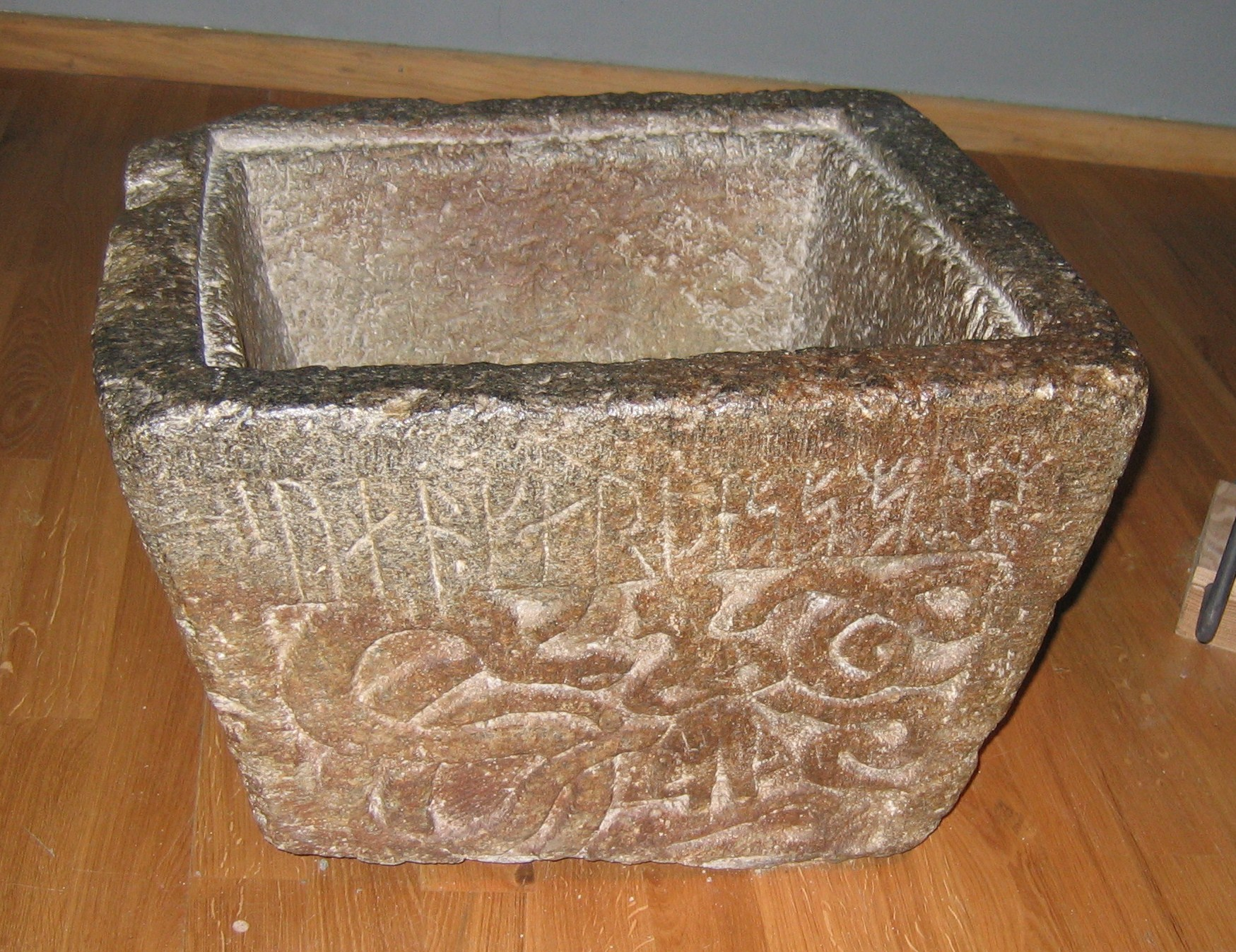
Bo NIYR;3

È una fonte battesimale in ardesia risalente pressappoco al 1100 d.C. Fu scoperta in pezzi nel cimitero di Norum nel 1847. Riporta scolpito Gunnar e la tana del serpente. L'iscrizione si conclude con cinque identiche rune, di cui le ultime due sono speculari.
Traslitterazione in caratteri latini
svæn : kærðe <m>
Trascrizione in norreno
Sveinn gerði m[ik](?).
Traduzione in italiano
Sveinn mi fece (?)

## Gotland

### Stele di Hunninge

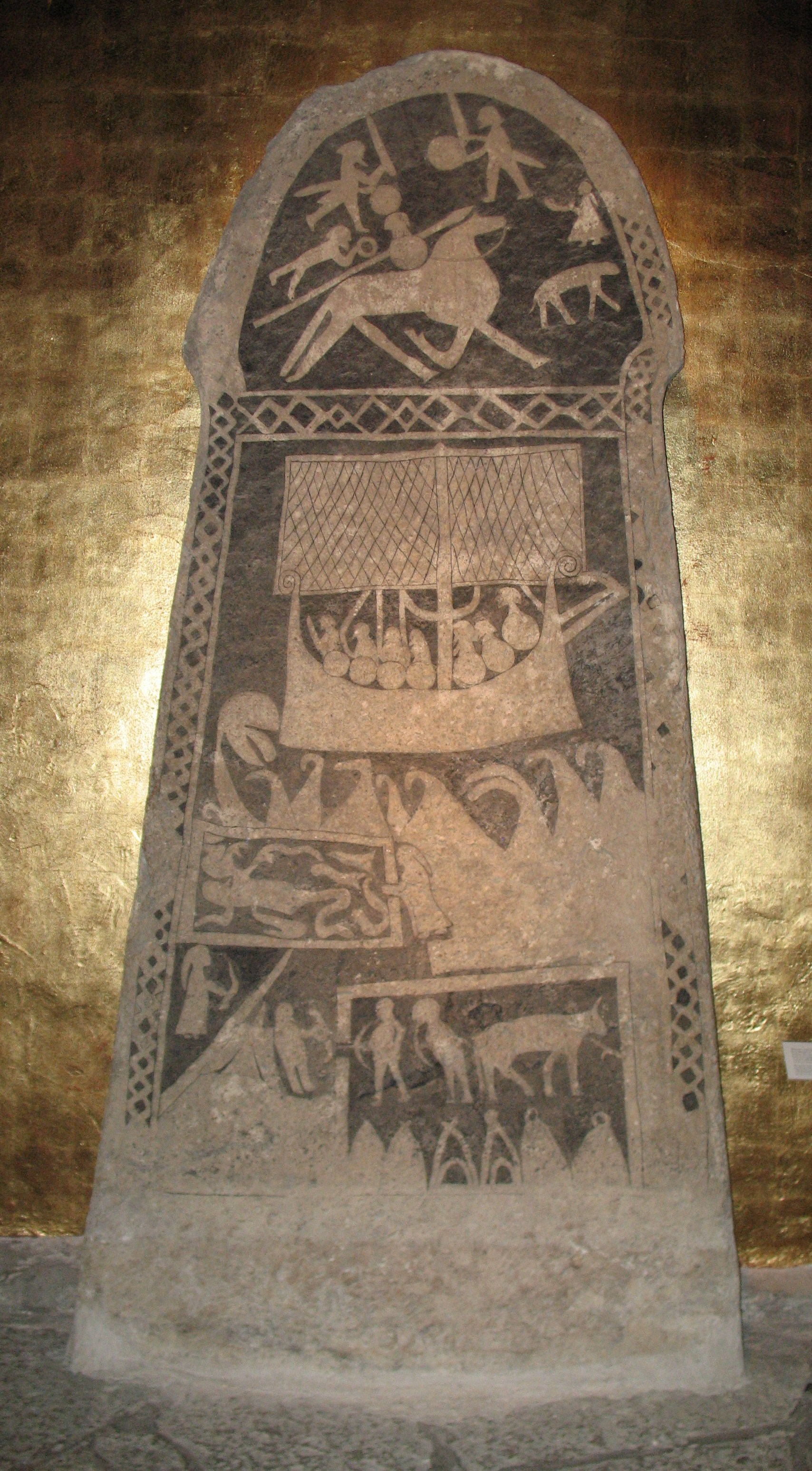
Stele di Hunninge

La Stele di Hunninge fu rinvenuta nel Gotland e riporta illustrazioni ispirate a La canzone dei Nibelunghi. Sulla parte superiore della pietra si vede un uomo che porta un anello, che potrebbe essere Sigfrido o il messaggero Knéfrøðr. In basso a sinistra, la scena raffigura una donna che sta guardando la tana del serpente dove è nascosto Gunnar.